# Амифонтен
Амифонте́н (фр. Amifontaine) — коммуна во Франции, находится в регионе Пикардия. Департамент коммуны — Эна. Входит в состав кантона Гиньикур. Округ коммуны — Лан.
Код INSEE коммуны — 02013.

## Население
Население коммуны на 2010 год составляло 418 человек.
| 1962 | 1968 | 1975 | 1982 | 1990 | 1999 | 2010 |
| ---- | ---- | ---- | ---- | ---- | ---- | ---- |
| 440  | 417  | 420  | 376  | 351  | 387  | 418  |

## Экономика
В 2010 году среди 269 человек трудоспособного возраста (15—64 лет) 211 были экономически активными, 58 — неактивными (показатель активности — 78,4 %, в 1999 году было 67,7 %). Из 211 активных жителей работали 193 человека (109 мужчин и 84 женщины), безработных было 18 (5 мужчин и 13 женщин). Среди 58 неактивных 17 человек были учениками или студентами, 22 — пенсионерами, 19 были неактивными по другим причинам.